# HD 21769
HD 21769，又名BD+58 619，SAO 24093、HR 1068，是一颗恒星，视星等为6.4，位于銀經142.64，銀緯2.24，其B1900.0坐标为赤經3h 25m 31.3s，赤緯+58° 2.24′ 36″。